# Saison 3 de Westworld
Chronologie
Saison 2 Saison 4
Cet article présente le guide des épisodes de la troisième saison, sous-titrée Le Nouveau Monde (The New World) de la série télévisée américaine de science-fiction Westworld.

## Synopsis de la saison
La troisième saison se déroule trois mois après les événements de la saison 2, dans laquelle Dolores s'est échappée de Westworld avec quelques noyaux de traitement (« perles »), dont celui de Bernard. Prenant place dans le néo-Los Angeles en 2058, Dolores développe une relation avec Caleb et apprend comment les êtres artificiels et les humains de classe inférieure sont traités dans le monde réel. Pendant ce temps, Maeve se retrouve dans une autre partie du parc Delos, inspirée de l'Italie fasciste durant la Seconde Guerre mondiale,. William, qui a également quitté Westworld à la fin de la deuxième saison, est désormais hanté par des visions de sa fille, Emily, et de Dolores.

## Distribution

### Acteurs principaux
- Evan Rachel Wood (VF : Élisabeth Ventura) : Dolores Abernathy
- Thandiwe Newton (VF : Annie Milon) : Maeve Millay
- Jeffrey Wright (VF : Frantz Confiac) : Bernard Lowe / Arnold Weber
- Tessa Thompson (VF : Fily Keita) : Charlotte Hale / Copie de Dolores
- Ed Harris (VF : Serge Biavan) : William (âgé) / L'homme en noir
- Aaron Paul (VF : Marc Arnaud) : Caleb Nichols
- Luke Hemsworth (VF : Stéphane Pouplard) : Ashley Stubbs
- Simon Quarterman (VF : Jérémy Prévost) : Lee Sizemore
- Vincent Cassel (VF : lui-même) : Engerraund Serac[4]
- Angela Sarafyan (VF : Laurence Mongeaud) : Clémentine Pennyfeather
- Tao Okamoto : Hanaryo

### Acteurs récurrents
- John Gallagher, Jr. (VF : Guillaume Lebon) : Liam Dempsey Jr.
- Tommy Flanagan (VF : Patrick Raynal) : Martin Conells / Copie de Dolores
- Scott Mescudi (VF : Jhos Lican) : Francis
- Pom Klementieff (VF : elle-même) : Martel
- Russell Wong (VF : Jean-Pierre Michaël) : Brompton
- Peyman Maadi (VF : Charles Uguen) : Elliot
- Phoebe Tonkin (VF : Laëtitia Godès) : Penny

### Invités
- Ptolemy Slocum (VF : Sylvain Agaësse) : Sylvester
- Jimmi Simpson (VF : Tanguy Goasdoué) : William (jeune)
- Peter Mullan (VF : José Luccioni) : James Delos
- Hiroyuki Sanada (VF : Pierre Tessier) : Sato / Copie de Dolores
- Clifton Collins Jr. (VF : Vincent Ropion) : Lawrence / Copie de Dolores

## Liste des épisodes

### Épisode 1:Pardonnez Seigneur
- États-Unis,  Canada : 15 mars 2020 sur HBO / HBO Canada
- Suisse : 16 mars 2020 sur RTS Un

- États-Unis : 901 000 téléspectateurs[5] (première diffusion)

- John Gallagher Jr. (VF : Guillaume Lebon) (Liam Dempsey Jr.)
- Tommy Flanagan (VF : Patrick Raynal) (Martin Conells)
- Lena Waithe (VF : Virginie Emane) (Ash)
- Scott Mescudi (Francis)
- Marshawn Lynch (Giggles)
- Pom Klementieff (Martel)
- Rafi Gavron (VF : Gilduin Tessier) (Roderick)
- Phoebe Tonkin (VF : Laëtitia Godès) (Penny)
- Thomas Kretschmann (Gerald)
- Russell Wong (VF : Jean-Pierre Michaël) (Brompton)
- Wayne Péré (en) (VF : Mathieu Buscatto) (le thérapeute)
- Michael Filipowich (VF : Hervé Caffin) (Joe)
- Payman Maadi (VF : Charles Uguen) (Elliot)
- Charmin Lee (en) (Joanna)

Peu après sa fuite de Westworld, Dolores pirate le système domotique de Gerry, un ancien actionnaire de Delos pour qu'il vende ses parts d'Incite, une entreprise spécialisée dans l'intelligence artificielle, en utilisant son profil et les informations qu'elle a rassemblées prouvant qu'il a tué sa première femme après des années à la battre. En voulant s'en prendre à elle, il tombe dans sa piscine et meurt.
Caleb, ancien soldat sans emploi encore marqué par la mort de son frère d'armes Francis, vit à Los Angeles de travaux dans le bâtiment le jour et de petites transactions pour les criminels la nuit, qu'il trouve via l'application Rico.
Bernard est recherché mondialement pour le massacre de Westworld. Il s'est réfugié dans un complexe agro-alimentaire en Asie du sud-est. Il finit par être reconnu par deux collègues et doit activer son mode violent pour les tuer et fuir, avant de commencer sa route vers Westworld. 
Charlotte a réussi à cacher qu'elle est une hôte au conseil de Delos et parvient à en prendre le contrôle grâce à l'absence de William, remplacé par une intelligence artificielle.
Dolores se rapproche de Liam Dempsey Jr., fils du cofondateur d'Incite, et gagne sa confiance pour en apprendre plus sur Rehoboam, l'intelligence artificielle qui conseille la société. Liam finit par révéler qu'il ignore presque tout de Rehoboam, dont les codes ont été perdus avec la mort de son père, mais une deuxième personne y a accès. Martin, son garde du corps, intervient et assomme Dolores car il a fini par découvrir sa fausse identité. Afin de maquiller la mort de Dolores, Martin et ses hommes appellent Caleb pour qu'il leur livre une voiture et des drogues et le forcent à fuir quand il commence à poser des questions.

### Épisode 3:L'Absence de champ
- États-Unis,  Canada : 29 mars 2020 sur HBO / HBO Canada

- États-Unis : 801 000 téléspectateurs[7] (première diffusion)

- Michael Ealy : Jake Reed
- Kid Cudi : Francis
- Pom Klementieff : Martel
- Nadine Lewington : Gerhart
- Jaxon Thomas Williams : Nathan
- Derek Smith : Stanton

Dans un flash-back, Chalotte Hale alors humaine enregistre un message et une chanson à son fils Nathan en pleine révolte des hôtes de Westworld. Dolores fabrique plus tard le corps hôte de Charlotte puis lui explique qu'elle doit prendre la direction de Delos pour protéger les quelques hôtes survivants.
Caleb aide les ambulanciers qu'il a appelés à emmener Dolores blessée à l'hôpital, mais constate via l'application Rico qu'il est désormais une cible et que l'ambulance est suivie. Prétendant être des policiers, les truands alertés par Rico stoppent l'ambulance, tuent les deux ambulanciers, mais Caleb et Dolores parviennent à les éliminer. Dolores dit à Caleb qu'il est en danger avec elle et doit aller se cacher. Il rend alors une dernière fois visite à sa mère, mais est enlevé par d'autres truands à la sortie de l'hôpital.   
L'hôte Charlotte apprend que Serac achète depuis plusieurs années des parts importantes de Delos pour acquérir toutes ses données. Elle rentre chez elle et est réprimandée par son ex-mari Jake pour avoir oublié d'aller chercher son fils Nathan à l'école. Le lendemain, Charlotte apprend que des perles d'hôtes manquent dans le parc, probablement l'œuvre d'une taupe travaillant de l'intérieur pour Serac. Elle commence à paniquer et organise une rencontre avec Dolores, qui voit que l'hôte qui se demande qui il/elle est réellement s'est auto-mutilé à plusieurs endroits de son corps. Pendant que Dolores soigne ses blessures, Charlotte la met en garde contre Serac.
Caleb est emmené en haut d'un immeuble en construction par deux de ses anciens associés qui menacent de le tuer à moins qu'il ne leur dise où se trouve Dolores. Dolores prend connaissance de la situation grâce au double androïde de Martin et accourt pour sauver Caleb. Elle lui fait ensuite part de ses projets de révolution, et lui montre toutes les données que l'entreprise Incite possède sur lui et comment Rehoboam a prédit que sa vie se terminerait en suicide dans dix ans, le laissant pour cette raison occuper des emplois subalternes. Elle lui offre une autre option, rejoindre sa révolution contre Serac pour débrancher l'Intelligence artificielle d'Incite. Caleb accepte de l'aider.

### Épisode 4:La Mère des exilés
- États-Unis,  Canada : 5 avril 2020 sur HBO / HBO Canada

- États-Unis : 779 000 téléspectateurs[8] (première diffusion)

- John Gallagher, Jr. : Liam Dempsey Jr.
- Tommy Flanagan : Martin Conells / Copie de Dolores
- Rafi Gavron : Roderick
- Phoebe Tonkin : Penny

Charlotte veut ramener William au conseil administratif de Delos pour l'impliquer dans la contre-attaque de l'OPA de Serac, mais le vieil homme est encore délirant et rongé par la culpabilité : des hallucinations de sa fille Emily lui apparaissent régulièrement.
Serac renouvelle son offre à Maeve et cette fois, la convainc en lui proposant de retrouver sa fille dans le Sublime. Afin de retrouver les autres perles cachées par Dolores, Maeve commence donc à remonter la piste de ses agissements hors de Westworld, où elle a obtenu l'aide de yakuzas et découvre que leur chef, Sato, n'est autre que l'hôte Musashi de Samurai World. Bernard et Ashley ont compris que Dolores vise Liam Dempsey Jr. et pensent qu'elle l'a déjà remplacé par un hôte. Ils tentent de l'enlever lors d'une soirée de charité mais constatent qu'il est bien humain et que c'est son garde du corps, Martin, qui a été remplacé. Dolores et Caleb, qui ont détourné la fortune de Dempsey, arrivent et les arrêtent. 

### Épisode 5:Genre
- États-Unis,  Canada : 12 avril 2020 sur HBO / HBO Canada

- États-Unis : 766 000 téléspectateurs[9] (première diffusion)

- Lena Waithe : Ash
- Jefferson Mays : Liam Dempsey, Sr.
- Alexandre Bar : Serac Jeune
- Paul Cooper : Jean Mi
- Iddo Goldberg : Sebastian
- Al Coronel : Président Filo

Dolores et Caleb tentent d'échapper aux agents de Serac en protégeant Liam Dempsey. Ce dernier tente de fuir en injectant à Caleb une dose de Genre, une drogue récréative qui modifie sa perception du monde et lui donne des allures de films. Ils parviennent à se débarrasser de leurs poursuivants grâce à l'arrivée de Ash et Giggles. Dolores, synchronisée avec Martin, utilise l'accès de Dempsey pour rendre disponibles toutes les informations personnelles du système Rehoboam, révélant à chacun le destin que le système leur réservait, provoquant un chaos quasi immédiat. Ashley rejoint Martin pour libérer Bernard, et Martin/Dolores, considérant son rôle terminé, les pousse à fuir les lieux pour rejoindre les locaux où les individus les plus susceptibles de mettre à mal le plan de Rehoboam sont détenus avant de se sacrifier. Dolores n'a plus besoin de Liam, et Ash finit par le tuer pour le sort réservé à sa famille. Liam essaie dans ses derniers mots de faire comprendre à Caleb qu'il est plus important qu'il ne le croit.
Dolores explore les souvenirs d'Enguerrand Serac. Avec son frère aîné Jean-Mi, il a survécu au chaos d'une explosion où le reste de sa famille est morte. Les deux frères ont alors commencé à développer Rehoboam, un système capable de prédire l'avenir de l'humanité à long terme. Liam Dempsey Sr. s'en est servi pour s'enrichir mais Enguerrand a fini par comprendre qu'il devait utiliser Rehoboam pour identifier les individus susceptibles de perturber les prédictions et de les couper de la société. Jean-Mi fut l'un d'entre eux, quand Rehoboam a prévu qu'il tuerait Dempsey Sr. pour révéler les secrets du système ; Enguerrand l'a fait enfermer avant de tuer lui-même Dempsey.

### Épisode 6:Décohérence
- États-Unis,  Canada : 19 avril 2020 sur HBO / HBO Canada

- États-Unis : 771 000 téléspectateurs[10] (première diffusion)

Maeve trouve un arrangement avec Serac, qui la replace dans le monde virtuel du Sublime le temps de lui faire un nouveau corps. Réunis avec Hector et Lee, ils découvrent qu'une des copies de Dolores a été reliée à la simulation. Les deux femmes entrent dans un dialogue où Dolores explique qu'elle veut sauver les hôtes et à Maeve de s'être alliée avec l'homme qui veut les détruire, mais cette dernière refuse de lui faire confiance et elles en concluent qu'elle ne peuvent que s'affronter.  
Dolores/Charlotte arrive au siège de Delos où Serac apparait et annonce qu'un hôte se cache parmi eux et qu'il compte détruire toute la base de données afin d'empêcher que Dolores ne s'en empare. Tous les hôtes stockés dans la Mesa sont également détruits au lance-flamme. Charlotte s'empresse de faire une copie de la base de données des hôtes discrètement mais elle se dénonce en prévenant sa famille, un geste que Serac voit et qu'il sait que la véritable Charlotte Hale n'aurait pas fait. Elle parvient à fuir, tuant tout le conseil de Delos et détruisant la perle de Hector dans sa fuite. Elle rejoint la famille de Hale et ils tentent de s'enfuir en voiture, mais les hommes de Serac la font exploser, laissant Charlotte grièvement brûlée. Maeve obtient son nouveau corps et attend la création d'un autre hôte. 

### Épisode 7:Pion passé
- États-Unis,  Canada : 26 avril 2020 sur HBO / HBO Canada

- États-Unis : 813 000 téléspectateurs[11] (première diffusion)

Charlotte appelle Musashi/Dolores pour le prévenir que les copies de Dolores vont être tuées ; peu après, Hanaryo et Clementine arrivent et le tuent.
Dolores et Caleb arrivent au centre de rééducation de Serac, dans le désert mexicain, où sont retenus les outliers désignés par Solomon, la première intelligence artificielle mise au point par le frère de Serac avant Rehoboam, défaillante car calquée sur la psychologie schizophrène de son créateur. Dolores laisse Caleb découvrir son passé : il est un des seuls outliers dont le reconditionnement a fonctionné, et avec son ami Francis, Solomon l'a envoyé tuer les autres outliers, utilisant la manipulation mentale et des drogues pour manipuler leurs souvenirs, et c'est lui qui a tué Francis au cours d'une de ses missions. Dolores demande alors à Solomon de concevoir un nouveau plan pour la révolution des hôtes avant d'aller affronter Maeve, arrivée sur les lieux. Caleb en profite pour inclure dans le plan la possibilité de tuer Serac et avoir sa vengeance. Une fois les calculs achevés, Dolores active une EMP qui la désactive, Solomon et Maeve avec elle.

### Épisode 8:Théorie de crise
- États-Unis,  Canada : 3 mai 2020 sur HBO / HBO Canada

- États-Unis : 888 000 téléspectateurs[12] (première diffusion)

- Gina Carano

Caleb a récupéré la perle de Dolores et l'installe dans un nouvel hôte avant de devoir traverser les émeutes dans Los Angeles pour atteindre le siège d'Incite et installer le module de contrôle de Solomon dans le système de Rehoboam. En chemin, Charlotte contacte Dolores : bien qu'elle ne regrette pas la mort de sa famille, elle va se venger et envoyer des hommes pour la tuer. Dolores et Caleb sont séparés ; elle finit capturée après un nouveau combat contre Maeve tandis qu'il parvient à se frayer un chemin vers Incite, pourtant lourdement gardé, avant d'être capturé à son tour.
Bernard affronte William qui a blessé Ashley, mais doit le laisser fuir quand il est stoppé par Lawrence, recruté par Dolores. Il lui donne une adresse et une mallette. L'adresse est celle où vit la veuve d'Arnold, âgée, mais reconnaissant l'hôte à l'image de son ex-mari. 
Serac ne veut que la clé vers le Sublime et les mémoires des hôtes et, une fois qu'elle est connectée à Réhoboam, supprime un à un les souvenirs de Dolores pour la retrouver, laissant Maeve forcer les barrières mentales de Dolores. Quand il ne reste plus que les derniers souvenirs de Dolores, Maeve comprend enfin qu'elle a toujours espéré voir un monde en paix, ce qui la convainc de se retourner contre Serac. Ce dernier tente alors de les désactiver, mais constate qu'il a perdu sa liaison avec Rehoboam : dans un dernier geste, Dolores a confié les droits d'accès à Caleb, car elle a vu en lui plus que le profil de sociopathe violent déterminé par l'intelligence artificielle, mais aussi un homme capable de choisir. Caleb force alors Rehoboam à s'auto-détruire et laisser l'humanité faire ses propres choix.
Bernard se réfugie dans un motel et laisse Ashley se réparer pendant qu'il ouvre la mallette : il a compris qu'il possède la clé vers le Sublime et plonge dans l'univers virtuel.
Dans une scène post-générique, William, ayant retrouvé sa fortune malgré l'annonce de sa mort, se rend aux bureaux de Delos à Dubai, où il retrouve Charlotte en train de recréer une armée d'hôtes, menée par un androïde à son image. La version hôte de l'Homme en Noir tranche la gorge du vieil homme.